# Girl〈s〉ACTRY
Girl〈s〉ACTRY（ガールズアクトリー）は、2010年3月から2015年9月まで活動していた、ホリプロ所属のガールズ演劇ユニットである。

## 概要
- 舞台公演をベースに活動。2010年3月の演劇ライブから本格始動。
- 同ユニットメンバーとしての舞台活動を中心にしながら、それぞれの個性に合わせ女優・タレントなど様々な場面で活躍できる集団を目指していた。
- 母体ホリプロより、2015年9月末日をもって発展的解消し、活動の終了を公表

## メンバー
所属事務所ホリプロの公式ウェブサイトを参照。個人記事がある者については、そちらも参照。
| 最終在籍メンバー 1期生           | 最終在籍メンバー 1期生 | 最終在籍メンバー 1期生 | 最終在籍メンバー 1期生 | 最終在籍メンバー 1期生                                                                             |
| 氏名                             | 生年月日（年齢）       | 出身地                 | 公式プロフィール       | 公式ブログ・備考                                                                                   |
| -------------------------------- | ---------------------- | ---------------------- | ---------------------- | -------------------------------------------------------------------------------------------------- |
| 茜音 （あかね）                  | 1995年5月20日（29歳）  | 埼玉県                 | 公式プロフィール       | アメーバブログ「I like...」                                                                        |
| 尾島知佳 （おじま ちか）         | 1994年4月19日（31歳）  | 千葉県                 | 公式プロフィール       | アメーバブログ「OJIさん」 アイドリング!!!26号                                                      |
| 替地桃子 （かえち ももこ）       | 1992年6月1日（32歳）   | 神奈川県               | 公式プロフィール       | アメーバブログ「 スモモも桃も替地桃子のうち」                                                      |
| 倉益悠希 （くらます ゆうき）     | 1994年12月20日（30歳） | 神奈川県               | 公式プロフィール       | アメーバブログ「ゆーきの悠々自適ー」 2015年4月から、海外留学のため芸能活動休業                     |
| 巴奎依 （ともえ けい）           | 1996年1月5日（29歳）   | 東京都                 | 公式プロフィール       | アメーバブログ「けいとかくれんぼ」 A応P                                                            |
| 春香クリスティーン （はるか - ） | 1992年1月26日（33歳）  | スイス                 | 公式プロフィール       | アメーバブログ「コケてもコケてもクリスです。」                                                     |
| 真凛 （まりん）                  | 1991年1月9日（34歳）   | 京都府                 | 公式プロフィール       | アメーバブログ「真凛階段」                                                                         |
| 三田寺理紗 （みたでら りさ）     | 1992年1月31日（33歳）  | 千葉県                 | 公式プロフィール       | アメーバブログ「みたでらぱーく」                                                                   |
| 山田美緒 （やまだ みお）         | 1989年12月29日（35歳） | 埼玉県                 | 公式プロフィール       | GREEブログ                                                                                         |
| 最終在籍メンバー 2期生           |                        |                        |                        | |
| 日野麻衣 （ひの まい）           | 1994年12月30日（30歳） | 埼玉県                 | 公式プロフィール       | アメーバブログ「まいぴょんのにこにこ日記」                                                         |
| 旧メンバー                       |                        |                        |                        | |
| 琴海 （ことみ）                  | 1993年6月20日（31歳）  | 静岡県                 |                        | 1期生・2010年秋脱退                                                                                |
| 翼 （つばさ）                    | 1988年10月12日（36歳） | 東京都                 |                        | 第1期リーダー 1期生                                                                                |
| bomi （ぼみ）                    | 1985年10月19日（39歳） | 韓国                   |                        | アメーバブログ「bomi Girl＜s＞ACTRY」1期生・2012年卒業                                             |
| 高城樹衣 （たかじょう じゅい）   | 1989年1月11日（36歳）  | 福岡県                 |                        | アメーバブログ「高城樹衣の日々昭和ノスタルジー」 妹は元AKB48の高城亜樹 2期生・2012年3月30日卒業    |
| 門田典子 （かどた のりこ）       | 1993年12月3日（31歳）  | 茨城県                 |                        | yahooモバゲーTOWN「門田典子･ガールズアクトリー日記」 1期生・2013年3月30日卒業                      |
| 岩咲桂 （いわさき けい）         | 1990年1月9日（35歳）   | 埼玉県                 |                        | アメーバブログ「Kei Iwasaki」 2期生・2013年3月30日卒業                                             |
| 森本望美 （もりもと のぞみ）     | 1991年3月4日（34歳）   | 兵庫県                 |                        | yahooモバゲーTOWN「森本望美･ガールズアクトリー日記」 東京アナウンス学院卒 1期生・2014年3月30日卒業 |

## Girl〈s〉ACTRYとしての活動

### 舞台
- Girl〈s〉ACTRY旗揚げ公演「SCHOOL DAYS」（2010年3月30日、笹塚ファクトリー）

総合演出：浅沼晋太郎
演出：大森よしき（JJポリマー）、ゆうき（ヒデヨシ）
演技指導：高岡あや
ゲスト：gypsy、滝口ミラ
- Girl〈s〉ACTRY第2回公演「Summer Days」（2010年7月17日、新宿シアターモリエール）

ゲスト：たんぽぽ
- Girl〈s〉ACTRY第3回公演「Select Days」（2011年8月20日 - 21日、渋谷シアターD） - 3回公演
- Girl〈s〉ACTRY第4回公演「Secret Days」（2012年8月29日、Mt.RAINIER HALL）
- Girl〈s〉ACTRY第5回公演「Singing Days」（2013年10月19日、STUDIO Dee）
- 定期公演「月刊 少女コミック」（2014年11月12日 - 2015年3月18日、下北沢シアターミネルヴァ）- 月2回開催

### イベント
- ♥サマーパーティー♥ホリプロ50周年記念!!及びBS-TBS開局10周年記念アイドル50人大集合!!（2010年8月24日、赤坂BLITZ）
- U.M.U AWARD 2010（2010年12月26日・27日、天王洲銀河劇場） - お取り寄せ大使として広報活動をし、MX-TVでのレギュラー番組にも出演。
- 1st Birth Days Plus（2011年6月17日、渋谷CLUB CRAWL）- 1周年記念イベントで、当初は”1st Birth Days”と題して3月30日に行う予定だったが東日本大震災による電力危機の影響で延期となった。
- 2nd Birth Days（2012年3月30日、渋谷CLUB CRAWL）- 2周年記念イベント
- 3rd Birth Days（2013年3月30日、東放学園アトリエクマノ）- 3周年記念イベント
- 4th Birth Days（2014年3月30日、東放学園アトリエクマノ）- 4周年記念イベント
- 5th Birth Days（2015年3月30日、東放学園映画専門学校 STUDIO Dee）- 5周年記念イベント

### テレビ
- G.A.T.～ガールズアクトリータイム～（2010年6月7日～7月5日、TOKYO MX）
- G.A.days〜ジー・エー・デイズ〜（2010年7月12日～9月27日、TOKYO MX）
- U.M.Uアイドルお取り寄せ大使（2010年11月19日～12月24日、TOKYO MX）
- 森田涼花と滝口ミラのホップクLOVE（2010年3月5日、エンタ!371）- 春香クリスティーン、三田寺理紗が旗揚げ公演の告知のため出演

### ネットテレビ
- ホリプロ発ガールズ演劇ユニット!Girl〈s〉ACTRYこうじょう委員会（2012年12月28日 -2013年9月20日、北参道放送局）[5]
- 月刊「少女コミック」（2014年11月 - 2015年3月、ニコニコ生放送）- 月2回

### Vシネマ
- 2ちゃんねるの呪い Vol.7（2012年5月、ジョリー・ロジャー）[6]

### ラジオ
- DJ Tomoaki's Radio Show!（2010年3月25日、下北FM）- 三田寺理紗、巴奎依、真凛の3人で旗揚げ公演の宣伝を兼ねて出演

### 雑誌
- 電脳サブカルマガジンOG Vol.44 「姫・変革号」スペシャルインタビュー
- OCNジャーナル、ジャーナルのつぼVol.5 掟ポルシェのアイドル応援スペシャルシリーズ第1弾 - 選抜5人によるインタビュー
- 月刊オーディション2010年5月号（2010年4月1日発売）- 新メンバー募集記事で三田寺理紗、巴奎依、森本望美の3人のインタビュー
- De☆View2010年5月号（2010年4月1日発売）- 新メンバー募集記事で倉益悠希のインタビュー